# عربية شمالية قديمة
العربية الشمالية القديمة هي مجموعة من اللهجات المعينية المنقرضة كانت تستخدم في الحجاز و‌نجد وجنوب العراق الأردن وسوريا من القرن السادس قبل الميلاد وحتى السادس بعده وأستخدم متحدثوها أبجدية خط المسند للتدوين. وتكتب هذه اللهجات المعينية بسبع خطوط مسندية وهي الصفائية والحسائية والثمودية والحسمائية والدادانية والدومائية والتيمائية.